# Cocoa Kid
Cocoa Kid, de son vrai nom Herbert Lewis Hardwick, est un boxeur portoricain né le 2 mai 1914 à Mayaguez et mort le 27 décembre 1966 à Chicago, Illinois.

## Carrière
Passé professionnel à Atlanta en 1929, il s'entraine notamment avec le futur champion du monde poids plumes Petey Sarron à partir de 1932, date à laquelle il change de nom pour s'appeler Cocoa Kid en référence au boxeur Cubain Kid Chocolate.
En 1933, il bat Louis Kaplan puis Frankie Britt en 1935 pour le titre de la Nouvelle-Angleterre des poids welters et poids moyens. L'année suivante, il domine Holman Williams à l'occasion du premier de leur 13 combats. En effet, entre 1936 à 1945, Cocoa Kid bat 8 fois Williams contre 3 défaites et 1 match nul.
Il remporte d'autres succès prestigieux face à Eddie Booker, Steve Mamakos, Chalky Wright et Jack Chase ; fait match nul contre Charley Burley mais s'incline notamment contre Battling Battalino, Lou Ambers et Archie Moore. Bien que considéré comme no 1 par Ring Magazine en poids légers puis en poids welters et poids moyens, Herbert Lewis Hardwick n'aura jamais l'occasion de se battre pour un titre de champion du monde. Il met un terme à sa carrière en 1948 sur un bilan de 176 victoires, 56 défaites et 10 matchs nuls.

## Distinction
- Cocoa Kid est membre de l'International Boxing Hall of Fame depuis 2012[1].

## Référence
1. ↑  (en) Biographie sur le site IBHOF